# Flensburg Bahnhof

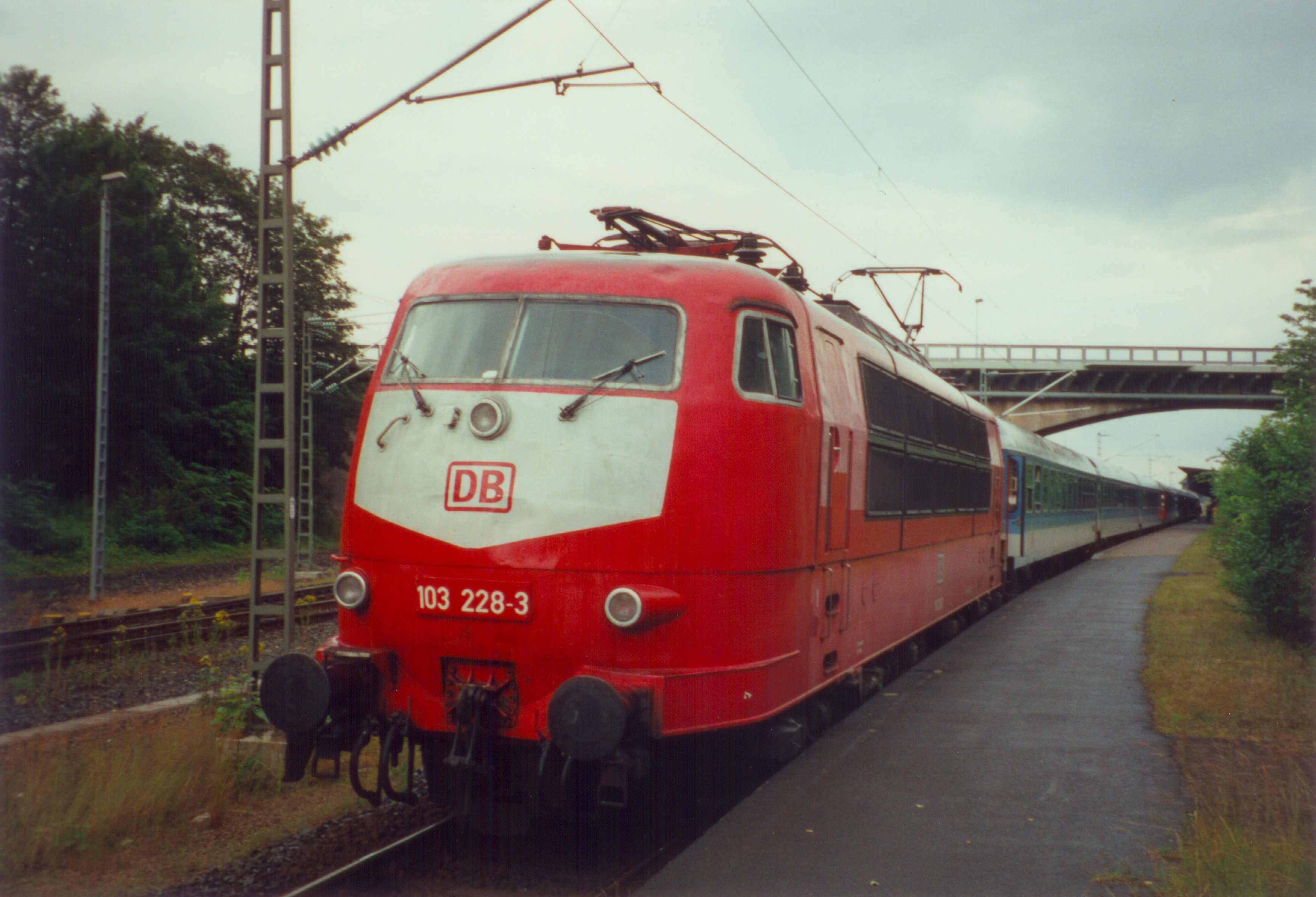
Pociąg pospieszny na stacji we Flensburgu

Flensburg Bahnhof – dworzec kolejowy we Flensburgu, w kraju związkowym Szlezwik-Holsztyn, w północnych Niemczech. Jest głównym przejściem kolejowym do Danii.